# Love to Love You Baby (album)
Love to Love You Baby – album amerykańskiej piosenkarki Donny Summer wydany w 1975 roku przez Casablanca Records.
Utwory na płytę napisali Giorgio Moroder, Pete Bellotte i Donna Summer, a całość wyprodukował Bellotte. Był to pierwszy album Summer, któremu nadano brzmienie popularnego wówczas nurtu disco. Płytę promował tytułowy singel „Love to Love You Baby”, który wzbudził zainteresowanie ze względu na swój erotyczny wydźwięk. Album cieszył się popularnością i zdobył status złotego m.in. w USA i Wielkiej Brytanii.

## Lista utworów
Strona 1
| 1. | „Love to Love You Baby” | 16:49 |
|    |                         |       |
|    |                         | 16:49 |
|    |                         |       |
Strona 2
| 1. | „Full of Emptiness”           | 2:22  |
|    |                               |       |
| 2. | „Need-a-Man Blues”            | 4:30  |
|    |                               |       |
| 3. | „Whispering Waves”            | 4:50  |
|    |                               |       |
| 4. | „Pandora’s Box”               | 4:56  |
|    |                               |       |
| 5. | „Full of Emptiness” (Reprise) | 2:20  |
|    |                               |       |
|    |                               | 18:58 |
|    |                               |       |

## Notowania
| Kraj                              | Pozycja | Certyfikat  |
| --------------------------------- | ------- | ----------- |
| Australia                         | 7       |             |
| Austria                           | 10      |             |
| Francja                           | 4       | złota płyta |
| Hiszpania                         | 8       |             |
| Kanada                            | 16      |             |
| Niemcy (Media Control)            | 23      |             |
| Norwegia (VG-lista)               | 9       |             |
| Stany Zjednoczone (Billboard 200) | 11      | złota płyta |
| Szwecja (Sverigetopplistan)       | 7       |             |
| Wielka Brytania (UK Albums Chart) | 16      | złota płyta |